# داودی ذرت
داودی ذرت(نام علمی: Glebionis segetum) نام یک گونه از تیره کاسنیان است.